# العلاقات الكندية الهولندية
تربط بين كندا وهولندا علاقة خاصة بسبب الإجراءات خلال الحرب العالمية الثانية عندما قادت القوات الكندية تحرير هولندا واستضافت العائلة المالكة الهولندية في المنفى. ما زالت العلاقة الخاصة بين البلدين ظاهرة حتى اليوم، ووصفت الحكومة الكندية هولندا بأنها «من أهم شركاء التجارة والاستثمار والابتكار في كندا». ما زال مهرجان التوليب الكندي يحتفل جزئيًا بهذه العلاقة.
حُذِّد يوم التراث الهولندي في عام 2019 في يوم 5 مايو من كل عام في كندا تزامنًا مع يوم التحرير في هولندا.

## التاريخ

### منذ الحرب العالمية الثانية حتى الآن
لجأت العائلة المالكة الهولندية إلى كندا بعد الاحتلال الألماني لهولندا. وُلدت الأميرة مارغريت في المنفى بينما كانت عائلتها تعيش في العاصمة الكندية أوتاوا. أعلنت الحكومة الكندية مؤقتًا أن جناح الولادة بمستشفى أوتاوا المدني الذي وُلدت فيه الأميرة مارغريت خارج الحدود الإقليمية، فسمح ذلك لجنسيتها بالتأثر فقط بجنسية والدتها الهولندية. رفع البرلمان الكندي العلم الهولندي فوق برج السلام للاحتفال بالولادة، فكانت هذه هي المرة الوحيدة التي رُفع فيها علم أجنبي فوق مبنى البرلمان الكندي.
كان الجيش الكندي الأول مسؤولًا عن تحرير هولندا خلال عام 1945، وهو ما فعله من خلال المعارك مثل معركة سخيلده وتحرير آرنم. يُعد تحرير راندستاد، وهي واحدة من أكثر المناطق اكتظاظًا بالسكان في العالم، حدثًا هامًا بشكل خاص لأن السكان المدنيين هناك كانوا إلى ذلك الوقت يعانون من الآثار المروعة للمجاعة. قُطِعت راندستاد عن الطعام الذي كان متاحًا في بقية هولندا. استسلمت القوات الألمانية في هولندا أخيرًا في مدينة فاخينينجن في 5 مايو عام 1945، ولكن ليس قبل وفاة 18,000 مدني هولندي نتيجة المجاعة وسوء التغذية (أنزل سلاح الجو الملكي الكندي المساعدات الغذائية جوًا فوق الأراضي الهولندية المحتلة من قبل ألمانيا في عملية مانّا. كتب المدنيون «شكرا لكم أيها الكنديون» على أسطح منازلهم ردًا على ذلك). كانت الوحدات الكندية قادرة على الانتقال إلى راندستاد مباشرة بعد الاستسلام وتوزيع المواد الغذائية التي كانت بأشد الحاجة إليها، فتسبب ذلك في رؤية الكثيرين للكنديين محررين ومنقذين أيضًا. كانت هذه لحظة عاطفية للغاية لكل من السكان الهولنديين والجنود الكنديين، وغالبًا ما صوِّرت على أنها أساس لجميع العلاقات الحديثة.
أرسل الهولنديون عشرات الآلاف من زهور التوليب (الزهرة الوطنية الهولندية) إلى أوتاوا تقديرًا لهم. ساهمت العائلة المالكة بالآلاف أيضًا في العام التالي، وعشرة آلاف سنويًا منذ ذلك الحين. أصبحت التبرعات تقليدًا سنويًا، وبلغت ذروتها في مهرجان التوليب الكندي.

## زيارات الدولة
زارت الملكة جوليانا (ملكة هولندا) كندا في مايو عام 1967. زارت بياتريكس ملكة هولندا والأمير الهولندي كلاوس كندا في الفترة من 9 إلى 17 مايو عام 1988. ذهب الملك فيليم ألكساندر والملكة ماكسيما بزيارة رسمية إلى كندا أُعلِن عنها على نطاق واسع في الفترة من 27 إلى 29 مايو عام 2015، وحظيا بترحيب حار للغاية خاصة في أونتاريو.

## التعاون الدولي
عملت كندا وهولندا بشكل وثيق للغاية في العديد من القضايا الخارجية. يُعد البلدان عضوين في الأمم المتحدة (ووكالاتها المتخصصة)، ومنظمة التجارة العالمية، ومنظمة الشرطة الجنائية الدولية، وهما عضوان مؤسسان لمنظمة حلف شمال الأطلسي (الناتو)، ومجلس الشراكة الأوروبية الأطلسية، ومنظمة الأمن والتعاون في أوروبا، وميثاق الاستقرار لجنوب شرق أوروبا. تعمل كندا وهولندا معًا بشأن قضايا مثل حظر وإزالة الألغام المضادة للأفراد، والسيطرة على انتشار الأسلحة الصغيرة والأسلحة الخفيفة، والقضاء على أسوأ أشكال عمالة الأطفال، وتوفير قوات حفظ سلام سريعة الاستجابة للأمم المتحدة وقضايا الأمن الإقليمي مثل البوسنة وإثيوبيا وإريتريا.

## الهجرة
يوجد 1,035,965 كنديًا من أصل هولندي، بما في ذلك أولئك المنحدرين من أصول كاملة أو جزئية، وفقًا للإحصاء السكاني في كندا لعام 2006. يُعد أكثر من 400,000 شخص من أصل هولندي من المقيمين الدائمين في كندا، وأُدرِج 124,545 من سكان كندا على أنهم وُلدوا في هولندا في عام 1996 (آخر أرقام إحصاء سكاني متاحة): 0.4% من السكان الكنديين. اللغة الهولندية هي اللغة السابعة الأكثر استخدامًا في كندا، وهي أيضًا ثالث أكثر اللغات استخدامًا في جزيرة الأمير إدوارد.
أبدت مجموعة متحدثي الهولندية تفضيلاً للزراعة يتجاوز جميع المجموعات الرئيسية الأخرى من بين جميع مجموعات المهاجرين في كندا. ساهم كل من رأس المال والخبرة التي يجلبونها معهم بشكل كبير في الزراعة في كندا. يستقر معظم المهاجرين الهولنديين في أونتاريو. تملك أونتاريو النصيب الأكبر من المزارعين الهولنديين المهاجرين في كندا، أي بنسبة 58%. تملك ألبرتا وكولومبيا البريطانية نسبًا متشابهة: 18% و14% على التوالي. يمثل الهولنديون نسبة كبيرة من المهاجرين في مقاطعات المحيط الأطلسي.
يُعد الهولنديون قادة العالم في تقنيات الدفيئة الزراعية إذ جلب الكثير منهم خبرتهم إلى كندا. يقود المهاجرون الهولنديون 30% من جميع عمليات الدفيئة الزراعية التي يديرونها في كندا. يُعد أقل بقليل من ربع إجمالي عمال المشاتل المهاجرين من الهولنديين.
يعيش ما بين 4500 و5000 كندي في هولندا وفقًا للسفارة الكندية في لاهاي. تدير الجمعية الهولندية الكندية النادي الهولندي الكندي، وهو أحد أكثر الأندية شعبية في مدينة لندن في أونتاريو.

## الهوية الرقمية المحددة للمسافر
تُعد الهوية الرقمية المعروفة للمسافر مشروعًا مشتركًا بين حكومتي كندا وهولندا، وستُختبر أولاً على المسافرين بين هاتين الدولتين تماشيًا مع المستوى العالي من التعاون بينهما. تتمثل الخطة في جعلها جاهزة للطرح على مستوى عالمي أوسع بحلول عام 2020. سيسمح البرنامج للأشخاص بعبور الحدود بشكل أسرع إذا أنشأوا ملف تعريف رقمي يتضمن معلوماتهم الشخصية على أجهزتهم المحمولة.

## التجارة
كانت هولندا الوجهة الثامنة للصادرات الكندية (0.7%) في عام 2006. تتمتع كندا وهولندا بعلاقة ناضجة قائمة على العلاقات السياسية والاستثمارية والتجارية والتاريخية. أنشأ مجتمع الأعمال الهولندي غرفة التجارة الهولندية الكندية، وذلك لتعزيز العلاقات التجارية والأعمال بين هولندا وكندا.
بدأت التجارة الحرة بين كندا وهولندا للمرة الأولى في عام 2017. أدى هذا إلى ارتفاع حاد في التجارة. شهدت هولندا أكبر نمو في العلاقات التجارية مع كندا بعد المملكة المتحدة وإيطاليا. بلغت قيمة الصادرات الهولندية إلى كندا قيمة 4.4 مليار يورو مقسّطة بحلول عام 2018. بلغت قيمة الواردات الهولندية من كندا 3.1 مليار يورو.

## إعفاءات التأشيرة
يعفي كلا البلدين مواطنيهما من الحصول على تأشيرة للدخول. يُعد السفر دون تأشيرة متاحًا بشكل كامل للمواطنين الكنديين في هولندا لمدة 3 أشهر على مدى نصف عام. يمكن للمواطنين الهولنديين في كندا السفر دون تأشيرة لمدة تصل إلى 6 أشهر من تاريخ الدخول. ما زالت هولندا الوجهة الأوروبية الأولى للسياح الكنديين، وخاصة أولئك الذين يبلغون من العمر 45 عامًا أو أصغر. يمكن لأكثر من 90% من المواطنين الهولنديين التحدث باللغة الإنجليزية في هولندا.
أُعلن في يونيو عام 2019 أنه بحلول أوائل عام 2020 قد يكون هناك جواز سفر مجاني بين البلدين.

## تبادل الشباب
تبنت كندا وهولندا سياسات ليبرالية حصرية لبعضهما البعض بسبب العلاقة الخاصة التي تربطهما، وقدمتا تأشيرات عمل خاصة للشباب من كل دولة. تتضمن سياسات التأشيرات الخاصة هذه عدة شروط. أولًأ، يجب أن يكون لدى الشباب الهولندي عرض عمل قبل منح التأشيرة. يجب أن يوافق الشباب الكندي على حدود المدة التي يمكنهم البقاء فيها في هولندا. يُعد مواطنو هولندا وكندا الذين تتراوح أعمارهم بين 18 و 25 سنة مؤهلين، ولا توجد قيود على حالة المتقدمين للعمل (ويؤهَّل غير الطلاب بالتساوي). تسمح التأشيرة بأن يتجاوز الوقت المحدد للسفر المدة المعروفة.